# Coelidiini
Los celidiínos (Coelidiini) son una tribu de hemípteros auquenorrincos de la familia Cicadellidae. Tiene los siguientes géneros.

## Géneros
- Apophydia - Boliviela - Calodicia - Clypeolidia - Codilia - Coelidia - Crassinolanus - Crinolidia - Crinorus - Daridna - Deltolidia - Dicodia - Dicolecia - Evansolidia - Fistulidia - Gicrantus - Godoyana - Gracilidia - Hamolidia - Jassolidia - Kramerolidia - Lodia - Megalidia - Nedangia - Nudulidia - Omanolidia - Paralidia - Planolidia - Pygmaelidia - Spinolidia - Tinocripus - Triquetolidia[1]